# Olympische Sommerspiele 2004/Teilnehmer (Nordkorea)
| Gelbes Symbol für Goldmedaillen mit stilisierten Olympischen Ringen | Graues Symbol für Silbermedaillen mit stilisierten Olympischen Ringen | Braundes Symbol für Bronzemedaillen mit stilisierten Olympischen Ringen |
| ------------------------------------------------------------------- | --------------------------------------------------------------------- | ----------------------------------------------------------------------- |
| —                                                                   | 4                                                                     | 1                                                                       |

Nordkorea nahm an den Olympischen Sommerspielen 2004 in Athen mit einer Delegation von 36 Athleten (13 Männer und 23 Frauen) an 34 Wettkämpfen in neun Sportarten teil. Fahnenträger bei der Eröffnungsfeier war der Offizielle Kim Song-ho.

## Medaillengewinner

### Silber
| Name         | Sportart     | Wettkampf                |
| ------------ | ------------ | ------------------------ |
| Kim Song-guk | Boxen        | Männer, Federgewicht     |
| Ri Song-hui  | Gewichtheben | Frauen, Klasse bis 58 kg |
| Kye Sun-hui  | Judo         | Frauen, Leichtgewicht    |
| Kim Hyang-mi | Tischtennis  | Frauen, Einzel           |

### Bronze
| Name        | Sportart | Wettkampf             |
| ----------- | -------- | --------------------- |
| Kim Jong-su | Schießen | Männer, Freie Pistole |

## Teilnehmer nach Sportarten

### Boxen
Männer
- Kim Song-guk
Federgewicht: Silber

- Kwak Hyok-ju
Halbfliegengewicht: 1. Runde

### Gewichtheben
| Männer - Im Yong-su Federgewicht: DNF | Frauen - Choe Un-sim Fliegengewicht: 8. Platz - Pak Hyon-suk Leichtgewicht: 6. Platz - Ri Song-hui Leichtgewicht: Silber |

### Judo
| Männer - Pak Nam-chol Ultraleichtgewicht: 1. Runde | Frauen - Hong Ok-song Halbmittelgewicht: 7. Platz - Kim Ryon-mi Mittelgewicht: 7. Platz - Kye Sun-hui Leichtgewicht: Silber - Ri Kyong-ok Ultraleichtgewicht: 1. Runde - Ri Sang-sim Halbleichtgewicht: Hoffnungslauf |

### Leichtathletik
| Männer - Jong Myong-chol Marathon: 35. Platz | Frauen - Ham Bong-sil Marathon: DNF - Jo Bun-hui Marathon: 56. Platz - Jong Yong-ok Marathon: 21. Platz |

### Ringen
Männer
- O Song-nam
Federgewicht, Freistil: 8. Platz

### Schießen
| Männer - Kim Jong-su Luftpistole: 8. Platz Freie Pistole: Bronze - Kim Hyon-ung Luftpistole: 6. Platz Schnellfeuerpistole: 16. Platz Freie Pistole: 18. Platz | Frauen - Ri Hyon-ok Skeet: 7. Platz |

### Tischtennis
| Männer - O Il Einzel: 2. Runde | Frauen - Kim Hyang-mi Einzel: Silber Doppel: Viertelfinale - Kim Hyon-hui Einzel: 4. Runde Doppel: Viertelfinale - Kim Yun-mi Einzel: 3. Runde |

### Turnen
| Männer - Kim Hyon-il Einzelmehrkampf: 97. Platz Barren: 35. Platz in der Qualifikation Seitpferd: 56. Platz in der Qualifikation - Ri Jong-song Einzelmehrkampf: 96. Platz Boden: 14. Platz in der Qualifikation Pferd: 62. Platz in der Qualifikation | Frauen - Han Jong-ok Einzelmehrkampf: 91. Platz in der Qualifikation Mannschaftsmehrkampf: 12. Platz in der Qualifikation Stufenbarren: 17. Platz in der Qualifikation Schwebebalken: 78. Platz in der Qualifikation - Hong Su-jong Einzelmehrkampf: 50. Platz in der Qualifikation Mannschaftsmehrkampf: 12. Platz in der Qualifikation Boden: 72. Platz in der Qualifikation Pferd: 65. Platz in der Qualifikation Stufenbarren: 48. Platz in der Qualifikation Schwebebalken: 73. Platz in der Qualifikation - Kang Yun-mi Einzelmehrkampf: 87. Platz in der Qualifikation Mannschaftsmehrkampf: 12. Platz in der Qualifikation Boden: 57. Platz in der Qualifikation Pferd: 5. Platz - Kim Un-jong Einzelmehrkampf: 36. Platz in der Qualifikation Mannschaftsmehrkampf: 12. Platz in der Qualifikation Boden: 48. Platz in der Qualifikation Pferd: 53. Platz in der Qualifikation Stufenbarren: 23. Platz in der Qualifikation Schwebebalken: 70. Platz in der Qualifikation - Pyon Kwang-sun Einzelmehrkampf: 17. Platz Mannschaftsmehrkampf: 12. Platz in der Qualifikation Boden: 65. Platz in der Qualifikation Pferd: 42. Platz in der Qualifikation Stufenbarren: 4. Platz Schwebebalken: 31. Platz in der Qualifikation - Ri Hae-yon Einzelmehrkampf: 52. Platz in der Qualifikation Mannschaftsmehrkampf: 12. Platz in der Qualifikation Boden: 60. Platz in der Qualifikation Pferd: 78. Platz in der Qualifikation Stufenbarren: 64. Platz in der Qualifikation Schwebebalken: 61. Platz in der Qualifikation |

### Wasserspringen
| Männer - Choe Hyong-gil Turmspringen: 15. Platz - Pak Yong-ryong Turmspringen: 17. Platz | Frauen - Jon Hyon-ju Turmspringen: 22. Platz - Kim Kyong-ju Turmspringen: 25. Platz |